# Ekstraliga czeska w rugby (2002/2003)
Ekstraliga czeska w rugby (2002/2003) – jedenasta edycja najwyższej klasy rozgrywkowej w rugby union w Czechach. Zawody odbywały się w dniach 28 września 2002 – 12 lipca 2003. Tytułu broniła drużyna TJ Praga.
W rozgrywkach triumfowała drużyna RC Tatra Smíchov pokonując w dwóch meczach finałowych zespół RC Říčany. Do I ligi spadł natomiast zespół RC Slavia Praga przegrywając w barażach o utrzymanie z RC Havířov.

## System rozgrywek
Rozgrywki ligowe prowadzone były w pierwszej fazie systemem kołowym według modelu dwurundowego w okresie jesień-wiosna. Druga faza rozgrywek dla czołowych czterech drużyn obejmowała mecze systemem pucharowym o mistrzostwo kraju (play-off do dwóch zwycięstw). Zespoły z dolnej połowy tabeli natomiast rozegrały spotkania o utrzymanie w najwyższej klasie rozgrywkowej ponownie systemem kołowym, otrzymując w zależności od zajętego w fazie zasadniczej miejsca od zera do trzech punktów.
Zwycięzcy półfinałów play-off zmierzyli się w meczach o mistrzostwo kraju, przegrani zaś w meczu o brązowy medal. Najsłabsza drużyna grupy spadkowej rozegrała zaś dwumeczowy baraż ze zwycięzcą I ligi.

## Play-off
|  | Półfinały | Półfinały        | Półfinały |  |  | Finał             | Finał             | Finał             |
|  |           |                  |           |  |  |                   |                   |                   |
|  | 1         | RC Tatra Smíchov | 39 52     |  |  |                   |                   |                   |
|  | 4         | RC Sparta Praga  | 17 18     |  |  |                   |                   |                   |
|  |           |                  |           |  |  |                   | RC Tatra Smíchov  | 18 20             |
|  |           |                  |           |  |  |                   | RC Říčany         | 3 15              |
|  | 2         | TJ Praga         | 27 6 8    |  |  |                   |                   |                   |
|  | 3         | RC Říčany        | 21 12 36  |  |  | Mecz o 3. miejsce | Mecz o 3. miejsce | Mecz o 3. miejsce |
|  |           |                  |           |  |  |                   |                   |                   |
|  |           |                  |           |  |  |                   | RC Sparta Praga   | 15 7              |
|  |           |                  |           |  |  |                   | TJ Praga          | 27 83             |

## Baraże
|  | Baraże          |       |
|  |                 |       |
|  | RC Havířov      | 52 41 |
|  | RC Slavia Praga | 6 24  |